# 東海二橋
東海二橋是上海已經獲得立項批復的一個交通項目，是繼东海大桥之后上海市的第二座跨海大桥，设计规划为铁路公路两用桥，链接上海S2公路和浙江省舟山市的大洋山岛。东海二桥是上海自贸区的一个配套项目，建成后将负担自贸区所带来的巨大的货物运输量。